# Michael Šimůnek
Michael „Šimon“ Šimůnek (* 3. června 1971, Vyškov) je český bubeník.

## Hudba
Narodil se a vyrostll ve Vyškově na Moravě a díky svému otci začal poslouchat rockovou hudbu a hrát na bicí. V letech 1985–1991 studoval Vejvanovského konzervatoř v Kroměříži, obor flétna a hrál v několika studentských kapelách (Mr. Dattel apod.). Po dokončení školy spoluzaložil se svými přáteli skupinu Nšo Či. V roce 1996 tuto skupinu opustil a s některými spoluhráči se stal součástí skupiny Divoké srdce Michala Ambrože. Roku 2002 nastoupil do skupiny Hudba Praha, v níž nahradil odcházejícího bubeníka Ludvíka „Emana“ Kandla.V současné době hraje ve zlínské kapele ZÁŘÍ.